# Eupithecia brunneata
Eupithecia brunneata är en fjärilsart som beskrevs av Otto Staudinger 1900. Eupithecia brunneata ingår i släktet Eupithecia och familjen mätare. Inga underarter finns listade i Catalogue of Life.